# Luis Moreno Ocampo
Luis Gabriel Moreno Ocampo (Buenos Aires, 4 de junho de 1952) é um advogado argentino que atuou como o primeiro Procurador-Chefe do Tribunal Penal Internacional (TPI), onde sua principal tarefa foi acompanhar relatos de crimes contra a humanidade.
Anteriormente, trabalhou como promotor na Argentina, onde ganhou fama por representar a face pública da acusação junto aos oficiais militares no Julgamento das Juntas.
Ele é um membro sênior do Carr Center for Human Rights Policy na Harvard Kennedy School. Foi um professor visitante na Harvard Law School.
Ele é um ex-membro do conselho consultivo da Transparência Internacional e ex-presidente do escritório de América Latina e Caribe.
Em 2011, The Atlantic incluiu-o entre os seus "Brave Thinkers", um guia para as pessoas que arriscam a sua reputação, fortunas e vidas em busca de grandes ideias. No mesmo ano, a revista Foreign Policy o designou como um de seus "100 maiores pensadores globais", o retrato da revista do mercado mundial de ideias.
Desde que deixou o TPI, Moreno Ocampo se envolveu em polêmicas relacionadas à sua gestão.

## Controvérsias
Foi acusado, em 2017, por supostos movimentos financeiros e de agir contra os interesses da Corte, ao defender o magnata líbio Hassan Tatanaki.